# Czaszyno-Ildikan
Czaszyno-Ildikan (ros. Чашино-Ильдикан) – wieś w Rosji, w Kraju Zabajkalskim, w rejonie nerczyńsko-zawodzkim. W 2010 liczyła 315 mieszkańców.